# Søren Friis (trommeslager)
 For alternative betydninger, se Søren Friis. (Se også artikler, som begynder med Søren Friis)
Søren Friis (født 26. september 1973) er en dansk trommeslager, der er kendt fra bandet Dizzy Mizz Lizzy. Da gruppen stoppede i 1998, og Tim Christensen gik solo, valgte Friis er borgerligt liv og havde flere ufaglærte jobs heriblandt som lastbilchauffør for et gasselskab.
Han har to brødre.

## Diskografi

### Med Dizzy Mizz Lizzy
- Dizzy Mizz Lizzy (1994)
- Rotator (1996)
- Forward in Reverse (2016)
- Alter Echo (2020)